# Canon EOS 70D
Canon EOS 70D är en digital systemkamera från Canon.